# 加利恰鄉
44°55′N 24°17′E / 44.917°N 24.283°E
加利恰鄉（羅馬尼亞語：Comuna Galicea, Vâlcea），是羅馬尼亞的鄉份，位於該國西南部，由沃爾恰縣負責管轄，處於布加勒斯特以西150公里，每年平均降雨量1,040毫米，海拔高度205米，2002年人口4,084。